# Малюгин, Леонид Антонович
Леони́д Анто́нович Малю́гин (19 февраля [4 марта] 1909, Санкт-Петербург — 20 января 1968, Москва) — русский советский драматург, киносценарист, публицист, литературный критик. Лауреат Сталинской премии второй степени (1946).

## Биография
Леонид Малюгин родился в Санкт-Петербурге, был третьим ребёнком в семье: старшая сестра Зинаида, (1904—1909); вторая сестра Тамара Антоновна (1907) и младшая сестра Надежда Антоновна (1910). Отец — Антон Лаврентьевич, мать — Анна Гавриловна, родиной родителей была деревня Поповка под Касимовом.
В 1906 году семья Малюгина переехала из Тифлиса в Петербург, где отец Малюгина открывает кондитерскую. В 1917 года мать Малюгина с детьми была вынуждена уехать в Рязанскую губернию на родину, где они прожили до 1921 года.
После возвращения в Петроград Леонид Антонович поступил в Советскую трудовую школу № 146, которую окончил в 1925 году Далее обучался в техникуме печати (1925—1928), после окончания которого поступил в Институт истории искусств. Окончил аспирантуру Института истории искусств в Ленинграде (тема диссертации — «Чехов на советской сцене»).
В 1931—1934 годах Малюгин служил в РККА. С 1925 года работал в газетах и журналах «Наша газета», «Красная газета», «Под знаменем Советов», «Рабочая газета», «Гудок», «Полярная Звезда».
В 1935—1937 годах был заведующим литературной частью Реалистического театра Л. С. Вивьена. С 1937 года — заместителем редактора журнала «Искусство и жизнь». В 1940 принят в Союз писателей СССР.
В 1940—1946 годах Малюгин был заведующим литературной части (завлитом) Большого драматического театра. В ноябре 1943 года в блокадном Ленинграде организовал и руководил театральной студией БДТ. Параллельно занимался преподавательской работой в Ленинградском театральном институте.
В 1942 году в БДТ состоялась премьера первой пьесы Малюгина — «Дорога в Нью-Йорк», в 1943 году С. И. Юткевич поставил пьесу в Театре Комедии.
В 1944 году написал для студии пьесу «Старые друзья», которая была поставлена А. М. Лобановым в московском Театре им. М. Н. Ермоловой, постановка была удостоена Сталинской премии в 1946 году.
В 1946 году Леонид Малюгин переехал в Москву, стал членом редколлегии газеты «Советская культура», членом Комиссии по драматургии в Союза писателей СССР, преподавал в ГИТИСе.
Во время «борьбы с космополитизмом» подвергался нападкам как «воинствующий космополит», «антипатриотический критик» и «клеветник».
Малюгин — автор пьес, поставленных более чем в 300 театрах страны и за рубежом: «Старые друзья» (Театр им. М. Н. Ермоловой), «Родные места» (Театр им. Маяковского), «Молодая Россия» (Центральный театр транспорта), «Насмешливое моё счастье» (Театр им. Е. Вахтангова), «Жизнь Сент-Экзюпери» (Театр им. Моссовета, Театр драмы им. А. С. Пушкина), «Новые игрушки», «Путешествие в ближние страны», «Семь километров в сторону». Л. А. Малюгин является автором книг «Дальняя дорога», «Театр начинается с литературы» (1967), «Три повести для театра» (1968), «Старые друзья» (1961, 1979), «Чехов» (1983), монографии «Хмелёв» (1948).
Был членом Союза писателей СССР (с 1940 года), Союза кинематеграфистов СССР, Всероссийского театрального общества. До последних дней Л. А. Малюгин принимал участие в художественном совете при третьем творческом объединении «Товарищ» Мосфильма, являлся членом кинематографической комиссии Союза писателей СССР, комиссии по литературному наследию.
Умер 20 января 1968 года от рака. Похоронен в Москве на Новодевичьем кладбище (участок № 6).

## Семья
Сейдалина Рогнеда Мутановна, родная племянница Леонида Малюгина, является секретарём комиссии по литературному наследству критика и драматурга Леонида Антоновича Малюгина.

## Награды и премии
- Сталинская премия второй степени (1946) — за пьесу «Старые друзья», поставленную на сцене МАДТ имени М. Н. Ермоловой (1945)
- медаль «За оборону Ленинграда»
- медаль «За доблестный труд в Великой Отечественной войне 1941—1945 гг.»

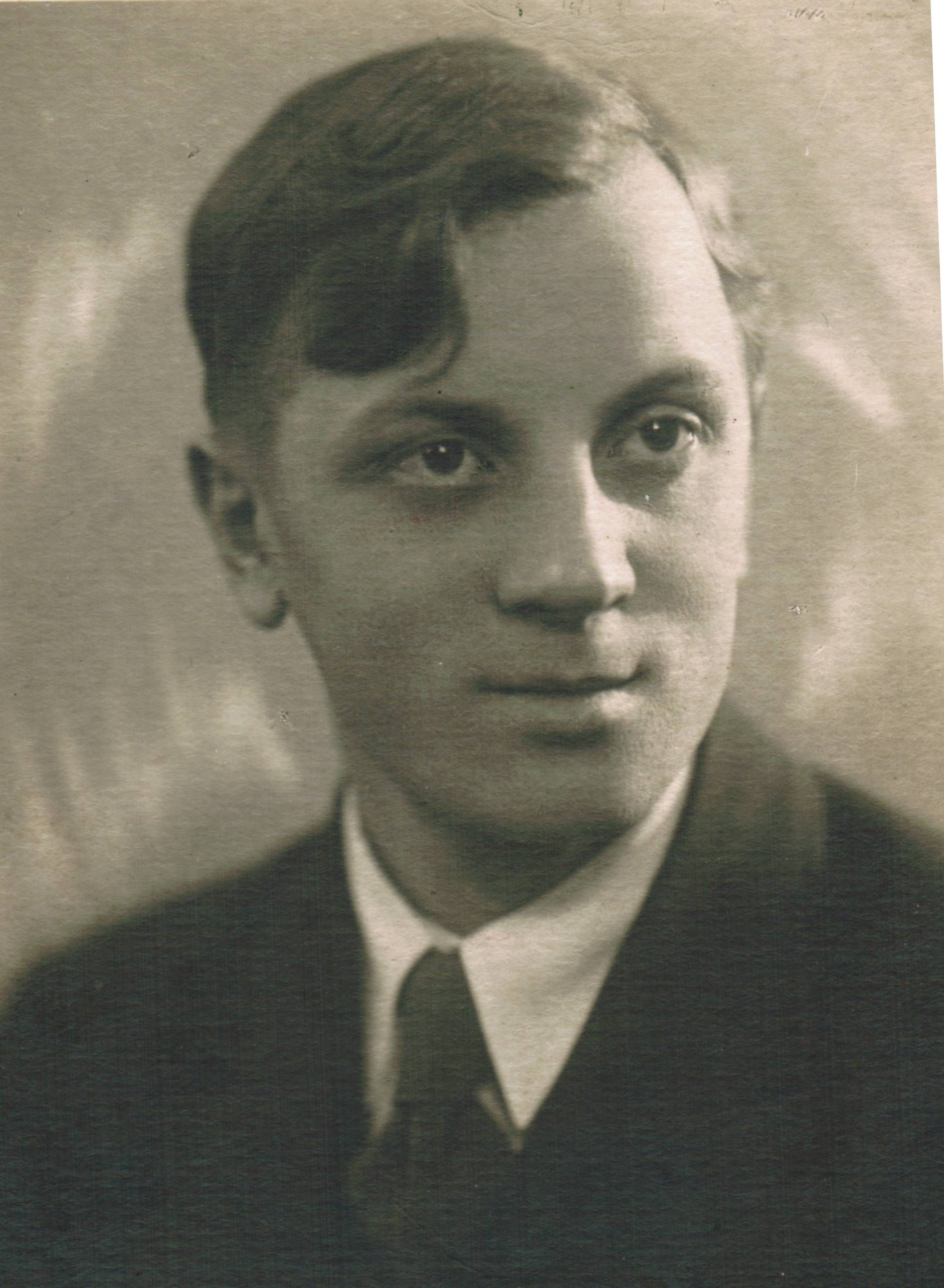
Малюгин Л.А.
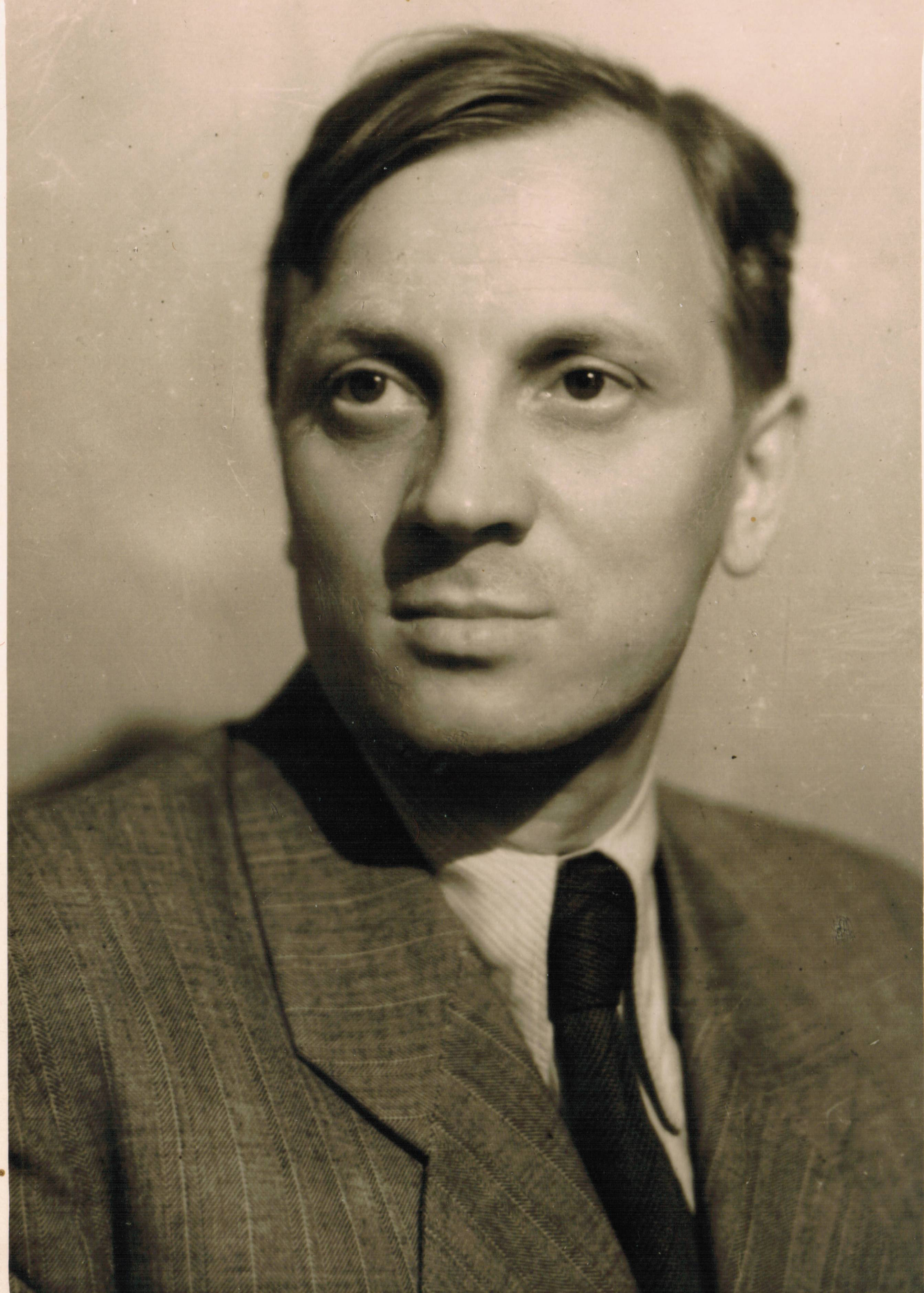
Малюгин Л.А.
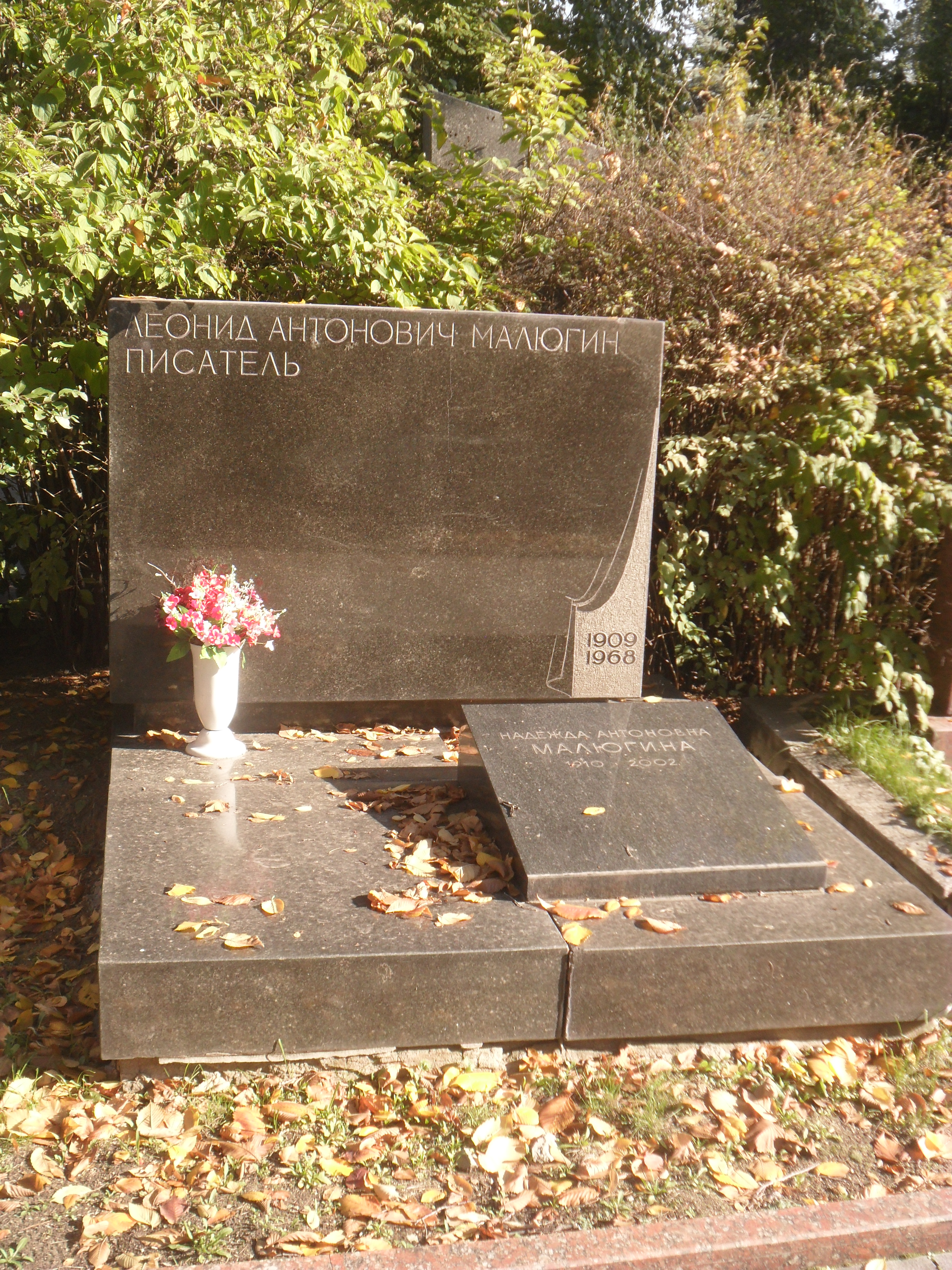
Могила Малюгина на Новодевичьем кладбище Москвы.

## Творчество
Действие его пьес происходит в те годы, когда он сам был молодым, как его герои, или посвящено жизни известных писателей. При этом ему не всегда удаётся полностью воплотить свои художественные замыслы. Теоретические работы Малюгина, которые он частично собрал в книгу «Театр начинается с литературы» (1967), показывают широту его знаний, чувство ответственности и здравость суждений

### Пьесы
- «Старые друзья», 1946
- «Родные места», 1950
- «Молодая Россия», 1950 (поставлена в 1954)
- «Новые игрушки», 1954
- «Путешествие в ближние страны», 1956
- «Девочки-мальчики», 1959
- «Семь километров в сторону», 1960
- «Насмешливое моё счастье»[6][7], 1965
- «Жизнь Сент-Экзюпери», 1968

### Фильмография
- Поезд идёт на Восток (1949, режиссёр Ю. Я. Райзман)
- Доброе утро (1955, режиссёр А. В. Фролов)
- К Чёрному морю (1957, режиссёр А. П. Тутышкин)
- Сюжет для небольшого рассказа (1969, режиссёр С. И. Юткевич)

## Публикации и издания
- Малюгин Л. Путь к зрелости // в сб.: Театр. — М., 1945.
- Малюгин Л. Образ советского человека и наша драматургия // в кн.: Советский театр и современность. — М., 1947.
- Малюгин Л. Драматургия Чехова и её исследователи // «Октябрь». — 1960. — № 1.
- Малюгин Л. Поэма печали и гнева // «Советская культура». — 1965.
- Малюгин Л. Театр начинается с литературы. — М., 1967.
- Малюгин Л., Гитович И. «Чехов. Повесть-хроника». — М.: «Советский писатель», 1983. — 576 с. — 100 000 экз.